# Знаменське (Правдинський район)
Зна́менське (нім. Preußisch Wilten, лит. Prūsų Vilčiai) — селище в Правдинському районі Калінінградській області Росії. Входить до Домновського сільського поселення.
До 1947 року мало німецьку назву Пройсіш-Вільтен (рос. Прейсиш Вильтен).

## Історія
1910 року східнопруське помістя Пройсіш-Вільтен налічувало 148 жителів, 1933 року — 313 осіб, 1939 року — 411.

## Населення
| 2002 | 2010 |
| ---- | ---- |
| 113  | ↘110 |